# Violetta Tarnowska Bronner
Violetta Tarnowska Bronner (* 1938; † 2017), auch Violetta Bronner oder Violetta Tarnowska-Bronner, war eine polnische Schauspielerin.

## Wirken
Violetta Tarnowska-Bronner war neben ihren Filmrollen auch als Oma Violetta, ein Sidekick aus der Late-Night-Show neoParadise des Fernsehsenders ZDFneo, bekannt. Ihre Hauptaufgabe war es hier zunächst, „die Band aus dem Schrank“ wieder in diesen zurückzutreiben. Später bekam sie eine eigene Kolumne namens Violetta wills wissen, in der sie unter anderem H. P. Baxxter und Money Boy interviewte.
Von 2013 bis 2015 wirkte sie bei der neoParadise-Nachfolgesendung Circus HalliGalli auf ProSieben mit. Ihre eigene Rubrik wurde dort unter dem Namen Günther Jauch 2 fortgeführt.
Im Podcast Baywatch Berlin berichtete Klaas Heufer-Umlauf im Juni 2020, dass Bronner etwa drei Jahre zuvor verstorben sei.

## Filmografie
- 1985: Otto – Der Film
- 1987: Drei Damen vom Grill (Fernsehserie, Folge Herzlichen Glückwunsch)
- 1990: Die Hallo-Sisters
- 1994: Alles auf Anfang
- 1999: Nachtgestalten
- 2004: Die Bourne Verschwörung (The Bourne Supremacy)
- 2005: SOKO Wismar: Brautvater
- 2008: Braams – Kein Mord ohne Leiche (Fernsehfilm)
- 2010: Pfarrer Braun (Fernsehserie, Folge Kur mit Schatten)
- 2011: Polnische Ostern

### Fernsehsendungen
- 2011–2013: neoParadise
- 2013–2015: Circus HalliGalli